# Distretto di Tha Song Yang
Il distretto di Tha Song Yang (in thailandese: ท่าสองยาง) è un distretto (amphoe) della Thailandia, situato nella provincia di Tak.